# Volosca
Volosca, în limba croată Volosko, în limba italiană Volosca (nume oficial până în 1945), este o localitate din Croația, vecină a orașului Opatija din peninsula Istria, administrativ în cantonul Primorje-Gorski Kotar, pe malul Mării Adriatice în golful Preluca, el însuși parte din marele golf Carnaro/Kvarner.

## Etimologie
Volosca fiind situată la poalele zonei de reședință a Istro-românilor, există presupunerea că denumirea s-ar trage de la numele generic (slav) al Volohilor sau Valahilor, altă presupunere fiind că ar putea proveni de la zeul slav Veles.

## Istorie
După perioada romano-bizantină a cărei moșteniri este limba dalmată (dispărută în sec. XIX), odată așezați în regiune și Slavii (mai anume Croații în sec. VII), Volosca a făcut, timp de un mileniu, parte din imperiul Germano-Habsburgic apoi, din 1867, din Austro-Ungaria. La destrămarea acesteia în 1918, orașul a făcut parte din regatul Italiei apoi, în 1945, din Iugoslavia, luând atunci numele de Volosko. Din 1991, face parte din Croația. Volosca este locul de naștere (1857) a marelui meteorolog, geolog și seismolog de statură internațională Andrija Mohorovičić.

## Economie
Economia Voloscăi este bazată în principal pe turism, fiind un spot internațional de windsurfing. 